# Anatolian

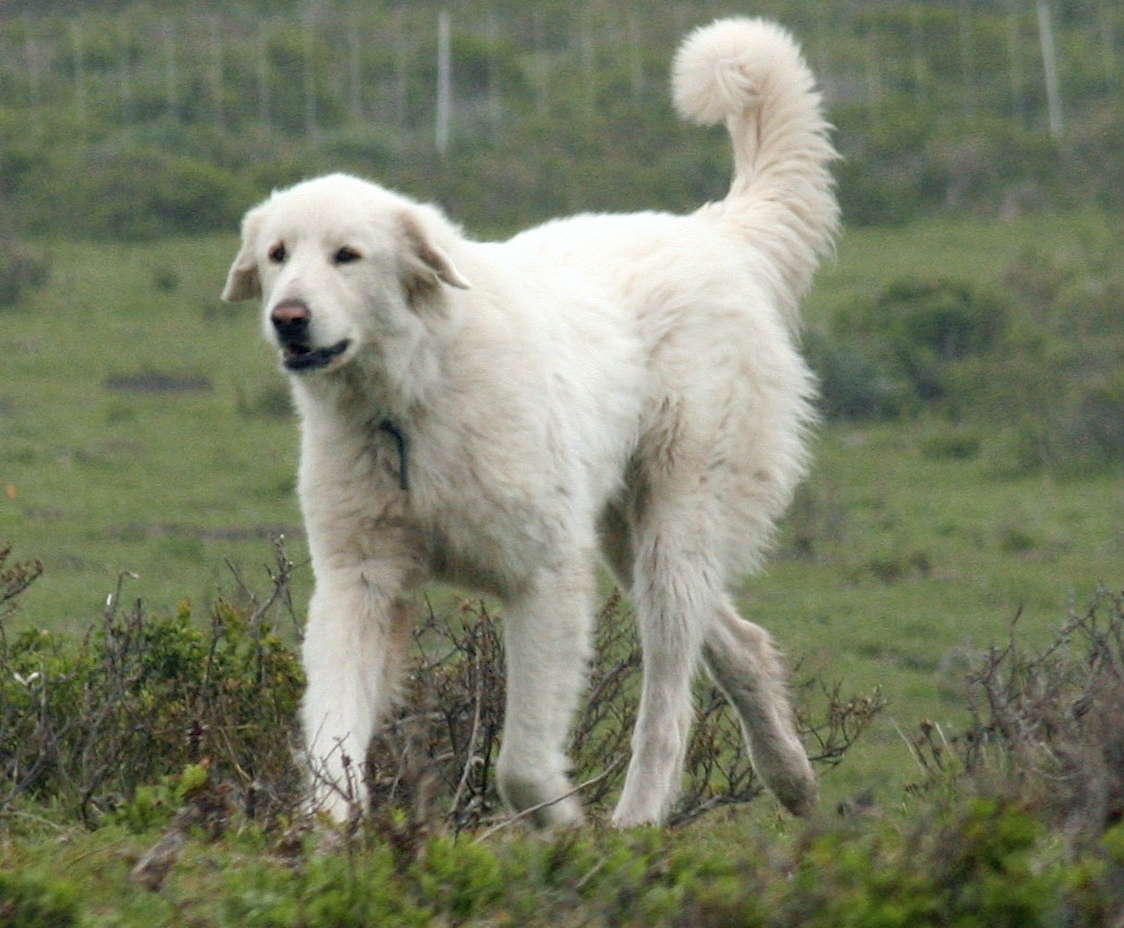
Akbaş uznawany jest za odmianę anatoliana lub za odrębną rasę

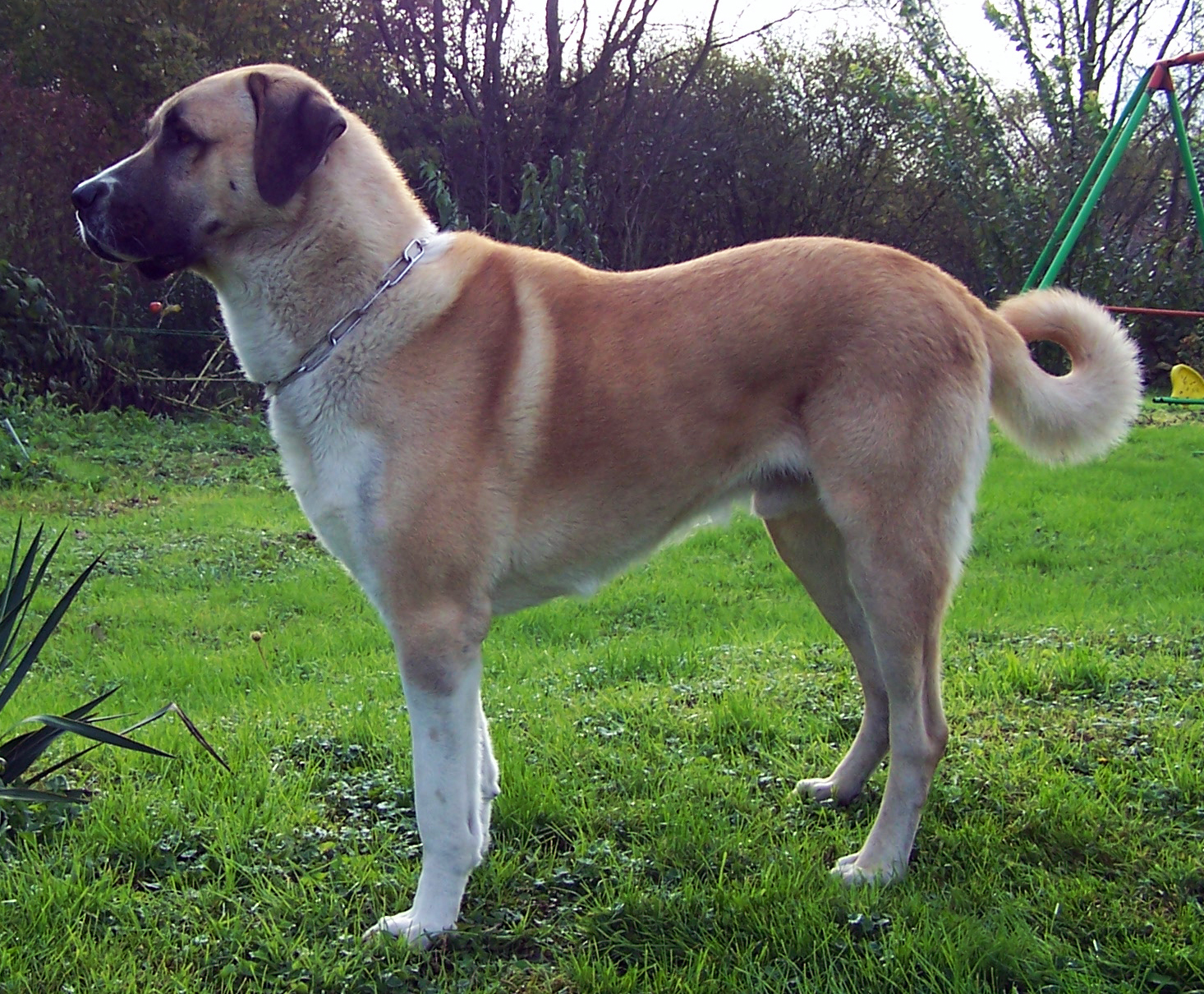
Owczarek anatolijski

Anatolijski pies pasterski (oryginalna nazwa anadolu çoban köpeği) – rasa psa zaliczana do grupy molosów w typie górskim, wyhodowana w Anatolii (Turcja) jako pies pasterski do pilnowania owiec. W języku polskim używane są jeszcze nazwy owczarek anatolijski i anatolijski pies pasterski. Nie podlega próbom pracy.

## Rys historyczny
Duże tureckie psy pasterskie (w języku tureckim çoban köpeği oznacza „pies pasterski”) wywodzą się prawdopodobnie od molosów, które zostały sprowadzone przez plemiona przybyłe około 1000 lat temu na tereny obecnej Turcji. Ich wcześniejsze pochodzenie nie jest jasne.

## Wygląd
- Akbash ma umaszczenie jednolicie białe, włos przeważnie długi.
- Kangal (kangal i karabasz według jednych autorów (Hans Räber) są traktowane jako jedna rasa w dwóch odmianach. Według innych autorów[4] kangal i karabasz to ta sama rasa, bez rozróżnienia na odmiany) – ma włos krótki lub średni, bardzo gęsty, umaszczenie płowe, beżowe lub szare z czarną maską, rzadziej występujące pręgowane, białe lub czarne.
- Anatolian (owczarek anatolijski) – według wzorca FCI spotykane jest różne umaszczenie.

## Zachowanie i charakter
Tureckie psy pasterskie cechuje lojalność wobec przewodnika. Są zrównoważone, samodzielne i bardzo inteligentne, nie wykazują agresji. W większości są nieufne w stosunku do obcych i wymagają szkolenia w zakresie posłuszeństwa. Są odporne na surowe warunki klimatyczne.

## Użytkowość
Hodowana w okolicach Sivas odmiana kangal jest wykorzystywana przez chłopów i wojsko do stróżowania i obrony.
Psy pasterskie określane jako çoban köpeği, o silnym instynkcie terytorialnym, broniły stad zwierząt hodowlanych i domostw przed wilkami oraz złodziejami.
Zasięg występowania akbasha obejmuje tereny na zachód od Ankary. Pies ten jest tam wykorzystywany jako typowy pies pasterski. Obecnie cieszy się największą popularnością w Stanach Zjednoczonych.

## Klasyfikacja
Według niektórych autorów (m.in. Hansa Räbera) nazwa owczarka anatolijskiego odnosi się do grupy tureckich psów pasterskich, zbliżonych do siebie wyglądem i użytkowością. Międzynarodowa Federacja Kynologiczna (FCI) uznała jeden wzorzec dla owczarka anatolijskiego. Psy takie jak: sivas-kangal, karabasz czy akbash ujęte są jako odmiany jednej rasy, co u niektórych kynologów i hodowców tureckich wywołało głosy sprzeciwu. Działania klubów zarówno w Stanach Zjednoczonych (Akbash Dog Association International – prowadzący księgę hodowlaną akbashów) czy w Wielkiej Brytanii (Anatolian (Karabash) Dog Club – posiada ustalony wzorzec karabasza) zmierzają do traktowania tych odmian jako ras i zachowania ich odrębnych hodowli. Rasa akbash dog został w 1998 zarejestrowana przez United Kennel Club.
W klasyfikacji FCI rasa „anatolian” (Coban Köpegi) została zaliczona do grupy II – Pinczery, sznaucery, molosy i szwajcarskie psy do bydła, sekcja 2.1 – Molosy typu górskiego. Nie podlega próbom pracy.

## Prawo
W Polsce anatolian karabash oraz akbash dog zostały ujęte w wykazie ras psów uznawanych za agresywne.

## Długość życia
Oczekiwana długość życia owczarków anatolijskich to 10–11 lat.